# STS-4
La misión STS-4 fue una misión del transbordador espacial de la NASA usando el transbordador espacial Columbia, lanzado el 27 de junio de 1982. Esta fue la cuarta misión del transbordador espacial, y también la cuarta misión del transbordador espacial Columbia. 

## Tripulación
- Thomas K. Mattingly (2), Comandante
- Henry W. Hartsfield (1), Piloto

(1) número de vuelos espaciales hechos por cada miembro de la tripulación, hasta la fecha inclusive esta misión.

### Tripulación de reserva
Desde la STS-4 en adelante, la NASA dejó de nombrar y entrenar tripulaciones de reserva completas.  En su lugar, los miembros de la tripulación de manera individual podrían designar personal de reserva que tomase su puesto en la misión.  La decisión de designar una persona de reserva por vuelo se hace en base al vuelo por los directores de equipo de vuelo en el Johnson Space Center.  Consecuentemente, la última tripulación en llevar una tripulación de reserva en todo momento fue la misión STS-3.

## Parámetros de la misión
- Masa:
  - Orbitador al despegue: 241.662 lb (109.616 kg)
  - Orbitador al aterrizaje: 208.941 lb (94.774 kg)
  - Carga: 24.491 lb (11.109 kg)
- Perigeo: 183 mi (295 km)
- Apogeo: 188 mi (302 km)
- Inclinación: 28,5°
- Período: 90,3 min

## Insignia de la misión
La trayectoria en rojo, blanco y azul del parche de la misión identifica la designación numérica en la secuencia de misiones del sistema de transporte espacial.